# チャールズ・W・ナッシュ

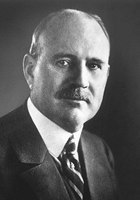
チャールズ・W・ナッシュ

チャールズ・ウィリアムズ・ナッシュ（Charles Williams Nash, 1864年1月28日 - 1948年6月6日）は、アメリカ合衆国の自動車企業家。ゼネラルモーターズの5代目社長、ナッシュ・モーターズの創業者として知られる。

## 略歴
ナッシュは、イリノイ州ディカーブ（DeKalb）の農家の子として生まれた。貧しい農場労働者から乾草圧縮梱包機（ヘイベーラ）を製造する会社のオーナーになった。その後、ミシガン州フリントに出て、1890年にはウィリアム・C・デュラントとJ・ダラス・ドートが興した馬車メーカーのデュラント＝ドート・キャリッジ・ワークスで工場の監督になった。ナッシュは1897年初期の自動車を運転する機会があり、この装置は売れるかもしれないと興味をもっていた。
デュラントがビュイックの経営を託され、ドートにキャリッジ・ワークスの経営を任せたとき、ナッシュはデュラントと共にビュイックの経営を手伝うようになった。デュラントがゼネラルモーターズ（GM）を創業した1908年には、GMの一傘下企業となったビュイックでデュラントの後任として社長、総支配人となった。
経営危機に陥ったGMが銀行から「デュラントは経営にタッチしないように」とされた1910年代前半、ナッシュはGMの5代目社長となった。1915年にデュラントがシボレー傘下にGMを組み入れ、GM経営に復帰した。デュラントはナッシュを引き止め、ナッシュもまたデュラントを高く評価していたが、ナッシュは自分の道を歩むことにし、GMを去った。
ナッシュは、トマス・B・ジェフリーが息子チャールズと1897年に創業しウィスコンシン州ケノーシャで操業していたジェフリー・モーター・カンパニーを1916年8月に購入し、1917年にはナッシュ・モーターズと社名を変えて自分の会社とした。ジェフリー社では自転車時代から有名なランブラーブランド、および「ジェフリー」というブランドを販売していた。ナッシュモーターズではミドルクラス向けの乗用車を販売し成功した。この他に、ラファイエット・モーターズの社長も兼ねていた。ナッシュはラファイエット・モーターズを1924年にナッシュモーターズに吸収している。
1930年代となり、ナッシュは自身の後任を探した。ホーム・アプライアンス・メーカーのケルビネーター社を経営していたジョージ・W・メイソン（George W. Mason）が適任と見込んだ。ケルビネーターの経営を引き続き行いたいとするメイソンの考えを尊重し、ナッシュは、ケルビネーターを1937年1月4日に買収し、ナッシュ＝ケルビネーター・コーポレーションとした。
ナッシュは1936年にリタイアし、12年後の1948年6月6日にカリフォルニアのビバリーヒルズで84歳で亡くなった。カリフォルニア州グレンデールのフォレストローン・メモリアルパーク墓地（Forest Lawn Memorial Park Cemetery）に埋葬されている。

## 年表
- 1910年 - チャールズ・ナッシュがゼネラルモーターズ(GM)の5代目社長となる
- 1916年 - デュラントがGMに復活。ナッシュは社を去る
- 1916年 - トマス・B・ジェフリー社を購入
- 1917年 - ナッシュ・モーターズに社名変更